# Хомяков, Иван Михайлович
Иван Михайлович Хомяков (1886, Новосильский уезд, Тульская губерния — 17 апреля 1920, Москва) — сотрудник Московской чрезвычайной комиссии по борьбе с контрреволюцией, спекуляцией и саботажем. 

## Биография
Работал печатником. Член РКП(б) с мая 1917 года. Участник Октябрьского вооружённого восстания в Москве 1917 года.
С сентября 1918 года стал работать комиссаром общего отдела ЧК Городского района, а с февраля 1919 года — комиссар оперативной части в Московском ЧК.
Погиб в ночь на 17 апреля 1920 года в Малом Палашёвском переулке в перестрелке при задержании банды грабителей. Похоронен у Кремлёвской стены.

## Память
- И. М. Хомякову посвящён стенд в комнате боевой славы московских чекистов.